# برينان كارول
برينان كارول (بالإنجليزية: Brennan Carroll)‏ هو لاعب كرة قدم أمريكية أمريكي، ولد في 20 مارس 1979.